# طارق الخليفي
طارق حسن الخليفي، من مواليد 18 مارس 1982، لاعب كرة قدم كويتي سابق. لعب مع نادي القادسية الكويتي
في يوم 22 يونيو 2008 وافق نادي القادسية على إعارة إلى نادي التضامن الكويتي، وفي يوم 26 يونيو 2008 إنضم إلى نادي التضامن الكويتي بصفقة بلغت 5 ألاف دينار كويتي.

## إنجازاته
- كأس الاتحاد الكويتي (مرة واحدة): 2007/2008